# Richard Hull

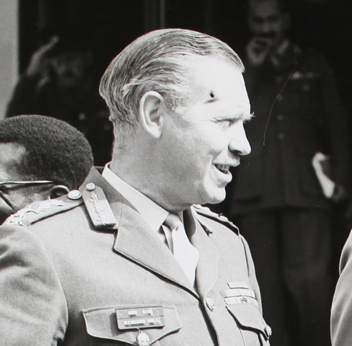
Sir Richard Amyatt Hull

Sir Richard Amyatt Hull, KG, GCB (* 7. Mai 1907 in Cosham, Hampshire; † 17. September 1989 in Pinhoe, Devon) war ein Offizier der British Army, der als General zwischen 1961 und 1964 Chef des Imperialen Generalstabes sowie danach von 1964 bis 1965 Chef des Generalstabes der British Army war. Im Anschluss war er als Generalfeldmarschall (Field Marshal) zwischen 1965 und 1967 Chef des Verteidigungsstabes der Streitkräfte des Vereinigten Königreichs (Chief of the Defence Staff). Später fungierte er von 1970 bis 1975 als Konstabler des Tower (Constable of the Tower) und war damit der höchste Offizier des Tower of London. Er war des Weiteren zwischen 1978 und 1982 Lord Lieutenant der Grafschaft Devon.

## Leben

### Offiziersausbildung und Zweiter Weltkrieg
Richard Amyatt Hull, einziger Sohn und jüngstes von drei Kindern von Generalmajor Charles Patrick Amyatt Hull, absolvierte seine schulische Ausbildung an der renommierten Charterhouse School und begann danach ein Studium am Trinity College der University of Cambridge. Dieses brach er jedoch ab und begann eine Offiziersausbildung am Royal Military College Sandhurst. Nach deren Abschluss wurde er 1926 Leutnant (Second Lieutenant) im Kavallerieregiment 17th/21st Lancers. Nach zahlreichen Verwendungen als Offizier und Stabsoffizier wurde er während des Zweiten Weltkrieges 1941 schließlich Kommandeur (Commanding Officer) des Kavallerieregiments 17th/21st Lancers. Nach einer Verwendung als Generalstabsoffizier 1 der 1. Kanadischen Panzerdivision (Canadian Armoured Division) wurde er am 17. April 1943 als Brigadier Kommandeur der in Nordafrika eingesetzten 12. Gepanzerten Infanteriebrigade (12th Armoured Infantry Brigade) und verblieb in dieser Verwendung zum 17. Juni 1943. Im Anschluss war er zwischen dem 19. Juni und dem 29. September 1943 sowie erneut vom 10. Oktober bis zum 18. Dezember 1943 Kommandeur der ebenfalls in Nordafrika eingesetzten 26. Panzerbrigade (26th Armoured Brigade).
Im Dezember 1943 kehrte Hull nach Großbritannien zurück und war dort bis August 1944 stellvertretender Leiter der Abteilung Stabsdienste des Heeres (Deputy Director of Army Staff Duties) im Kriegsministerium (War Office). Im Anschluss löste er als Generalmajor (Major-General) am 14. August 1944 Generalmajor Alexander Galloway als Kommandierender General (General Officer Commanding) der zur Achten Armee (Eighth Army) gehörenden 1. Panzerdivision (1st Armoured Division) in Italien ab und  verblieb auf diesem Posten bis zum 24. November 1944. Er selbst wiederum war als Nachfolger von Generalmajor Philip Gregson-Ellis vom 24. November 1944 bis zu seiner Ablösung durch Generalmajor Philip Gregson-Ellis im Mai 1946 Kommandeur der 5. Infanteriedivision (5th Infantry Division), mit der er in Italien, im Mittleren Osten sowie in Nordwesteuropa eingesetzt war.

### Nachkriegszeit und Aufstieg zum General
Nach seiner erneuten Rückkehr wurde Generalmajor Richard Hull am 27. April 1946 abermals Nachfolger von Generalmajor Philip Gregson-Ellis als Kommandant des Staff College Camberley und übte diese Funktion bis September 1948 aus, woraufhin Generalmajor Alfred Dudley Ward seine dortige Nachfolge übernahm. Er wiederum löste Generalmajor Lewis Lyne im September 1948 als Leiter der Abteilung Stabsdienste im Kriegsministerium (Director of Staff Duties, War Office) ab und verblieb in dieser Verwendung bis zu seiner Ablösung durch Generalmajor Edric Bastyan im November 1950. Danach wurde er im Januar 1951 Nachfolger von Generalmajor William Oliver als Chefinstrukteur des Heeres (Chief Army Instructor) am Imperial Defence College (IDC) in London und hatte diesen Posten bis Dezember 1952 inne, woraufhin Generalmajor Cecil Fairbanks ihn ablöste. Im Januar 1953 löste er Generalmajor Douglas Packard als Chef des Generalstabes der Landstreitkräfte im Mittleren Osten (Chief of the General Staff, Middle East Land Forces) und übte diese Funktion bis zu seiner Ablösung durch Generalmajor Edward Benson im Juni 1954 aus.
Im Juni 1954 wurde Richard Hull als Generalleutnant (Lieutenant-General) Nachfolger von Generalleutnant Francis Festing als letzter Kommandierender General der britischen Truppen in Ägypten (General Officer Commanding, British Troops in Egypt) und bekleidete diese Funktion bis zur Auflösung des Kommandos kurz vor Beginn der Sueskrise im März 1956. In dieser Verwendung wurde er am 2. Januar 1956 zum Knight Commander des Order of the Bath (KCB) geschlagen, so dass er fortan den Namenszusatz „Sir“ führte. Im Oktober 1956 trat er abermals die Nachfolge von Generalleutnant Alfred Dudley Ward, und zwar dieses Mal als stellvertretender Chef des Imperialen Generalstabes (Deputy Chief of the Imperial General Staff). In dieser Verwendung verblieb er bis zu seiner Ablösung durch Generalleutnant Harold Pyman im Mai 1958. Hull wurde im Anschluss zum General befördert und übernahm im Juni 1958 von General Francis Festing den Posten als Oberkommandierender der Landstreitkräfte im Fernen Osten (General Officer Commanding-in-Chief, Far East Land Forces). In dieser Funktion wurde er im Juni 1961 von General Nigel Poett abgelöst und wurde zudem am 10. Juni 1961 zum Knight Grand Cross des Order of the Bath (GCB) erhoben.

### Chef des Imperialen Generalstabes und Chef des Verteidigungsstabes
Nachdem Sir Richard Hull nach Großbritannien zurückgekehrt war, wurde er im Juni 1961 letzter Chef des Imperialen Generalstabes (Chief of the Imperial General Staff) und löste auf diesem Posten abermals General Francis Festing ab. Zugleich war er von 1961 bis 1964 Aide-de-camp von Königin Elisabeth II. und wurde nach Abschaffung des Amtes des Chefs des Imperialen Generalstabes 1964 Chef des Generalstabes der British Army. Diese Funktion bekleidete er bis Februar 1965 und wurde dann von General James Cassels abgelöst.
Am 16. Juli 1965 wurde Hull als Generalfeldmarschall (Field Marshal) Chef des Verteidigungsstabes der Streitkräfte des Vereinigten Königreichs (Chief of the Defence Staff) und damit Nachfolger von Flottenadmiral (Admiral of the Fleet) Louis Mountbatten, 1. Earl Mountbatten of Burma. Er hatte diesen Spitzenposten bis zu seinem Eintritt in den Ruhestand am 4. August 1967 inne und wurde daraufhin von Marshal of the Royal Air Force Charles Elworthy abgelöst.

### Konstabler des Tower of London und Lord Lieutenant von Devon
Im August 1970 wurde Sir Richard Amyatt Hull Nachfolger von Field Marshal Gerald Templer als Konstabler des Tower (Constable of the Tower of London) und war damit der höchste Offizier des Tower of London. Er hatte dieses Amt bis Juli 1975 inne und wurde daraufhin von Generalfeldmarschall Geoffrey Harding Baker abgelöst. Am 5. Oktober 1978 übernahm er als Nachfolger von Massey Lopes, 2. Baron Roborough das Amt als Lord Lieutenant der Grafschaft Devon und hatte dieses bis zum 10. Mai 1982 inne, woraufhin John Parker, 6. Earl of Morley seine Nachfolge antrat. Am 23. April 1980 wurde er als Knight Companion in den Hosenbandorden (KG) aufgenommen.